# Грегоар Поле
Грегоар Поле (на френски: Gregoire Polet) е белгийски френскоезичен преводач, автор на документални филми за телевизията, сценарист и писател на произведения в жанра социална драма и документалистика.

## Биография и творчество
Грегоар Поле е роден на 15 април 1978 г. в Юкел, Белгия. Баща му е филолог. Получава докторска степен по романска литература от Католическия университет в Льовен в Отини-Лувен ла Ньов и специализира испанска литература. Преподава в него романска литература до посвещаването си на писателската си кариера. Той притежава номадски темперамент и живее в различни градове в Западна Европа – Мадрид, Париж, Брюксел и Барселона, които стават фон и сюжет за творбите му.
Първият му роман „Мадрид не спи“ е издаден през 2005 г., като представя трескавия живот на различни професии и личности живеещи в Мадрид, и получава наградата „Жан Мюно“ за френскоезичен белгийски автор. Вторият му роман „Извинете грешките на копиращия“ от 2006 г. е история на неуспял художник от Брюксел, който става художник фалшификатор, а книгата получава наградата „Виктор Росел за млад автор“ и специалната награда за писател от фондация „Жан-Люк Лагардер“. Следващият му роман, „Бляскав живот“ от 2007 г., представя историята на една сватба и едно погребение, които се сблъскват през май в черквата „Сен Сюлпис“ в Париж, историята на съдбите на успех и на рухване на надеждите, като рамка за размисъл върху живота. Романът получава наградата на критиката и наградата „Фенеон“, и е номиниран за наградата „Гонкур“. През 2009 г. е издаден романът му „Чучо“, който е история за латиноамериканско момче от работническия квартал на Барселона и ъндърграунда, което мечтае за Ню Йорк, за собствено семейство, за едно различно битие. Романът му получава наградата „Сандер Пиерон“ на Кралската академия за френски език и литература на Белгия. Петият му роман „Балони с хелий“ от 2012 г. се потапя в менталното пространство, до мислите и чувствата на четиридесетгодишен парижанин, който се бори с десетгодишна раздяла. В романа си „Барселона!“ от 2015 г. отново се връща към атмосферата на Барселона и чрез съдбите на двадесет героя представя живота на испанците в икономическата криза в периода 2008 – 2012 г., време, в което възмущението нараства и сепаратизмът започва своя голям подем. Романът получава наградата „Америго Веспучи“ на Международния географски фестивал.
Като автор сътрудничи на списание Décapage. За телевизията пише историята за документалния филм „Зад кулисите на Договора от Рим“ от 2017 г., представящ историята на преговорите, които през 50-те години довеждат до създаването на Европейския съюз. През 2020 г. пише и режисира документалния филм „Виктор Юго: в името на народа“ в чест на великия роман на Виктор Юго – „Клетниците“.

## Произведения

### Самостоятелни романи и новели
- Madrid ne dort pas (2005) – награда „Жан Мюно“[1][2][3]
- Excusez les fautes du copiste (2006) – награда „Виктор Росел за млад автор“
- Leurs vies éclatantes (2007) – награда на критиката, награда „Фенеон“
Бляскав живот, изд. „Летера“ Пловдив (2009), прев. Анета Тошева
- Chucho (2009) – награда „Сандер Пиерон“
Чучо, изд. „Летера“ Пловдив (2012), прев. Жана Кръстева
- Les Ballons d'hélium (2012) – издаден и като Les bouts de ficelle
- Autoroute du soleil (2013)
- Barcelona! (2015) – награда „Америго Веспучи“ на Международния географски фестивал
- Tous (2017)

### Сборници
- Soucoupes volantes (2021) – разкази[1][2]

### Документалистика
- Petit éloge de la gourmandise (2010)[1][2]
- Dictionnaire insolite de Barcelone (2016) – с Емили Брен
- Petit éloge de la Belgique (2022)

### Преводи
- Pepita Jiménez от Хуан Валера

### Екранизации
- 2017 Dans les coulisses du traité de Rome
- 2020 Les misérables et Victor Hugo: Au nom du peuple